# Cold Chillin' Records
Cold Chillin' Records was een platenlabel dat aan het eind van de jaren 80 en begin van de jaren 90 (de zogenaamde gouden eeuw van de hiphop) actief was. Het merendeel van de uitgebrachte muziek was van leden van de Juice Crew. Het label werd opgericht door Tyrone Williams.

## Artiesten
De volgende lijst omvat alle artiesten die ooit een album voor Cold Chillin' Records hebben uitgebracht:
- Big Daddy Kane
- Masta Ace
- Kool G Rap
- Biz Markie
- Marley Marl
- MC Shan
- Roxanne Shante
- Grand Daddy I.U.
- GZA
- TBTBT
- YZ
- T.C.F. Crew
- Nubian M.O.B.
- Diamond Shell
- Kid Capri
- 2 Deep

Artiesten die wel een single maar geen album hebben uitgebracht:
- Madame Star
- Big Scoop
- Juice Crew

## Discografie

### Albums
1987
- MC Shan — Down by Law

1988
- Big Daddy Kane — Long Live the Kane
- MC Shan — Born to be Wild
- Biz Markie — Goin' Off
- Marley Marl — In Control Volume 1

1989
- Big Daddy Kane — It's a Big Daddy Thing
- Kool G Rap & DJ Polo — Road to the Riches
- Roxanne Shanté — Bad Sister
- Biz Markie — The Biz Never Sleeps

1990
- Grand Daddy I.U. — Smooth Assassin
- Masta Ace — Take a Look Around
- 2 Deep — Honey, That's Show Biz
- Kool G Rap & DJ Polo — Wanted: Dead or Alive
- Big Daddy Kane — Taste of Chocolate
- M.C. Shan — Play it Again, Shan

1991
- Big Daddy Kane — Prince of Darkness
- Kid Capri — The Tape
- Diamond Shell — The Grand Imperial Diamond Shell
- Biz Markie — I Need a Haircut
- Marley Marl — In Control, Volume 2: For Your Steering Pleasure
- The Genius — Words from the Genius

1992
- Kool G Rap & DJ Polo — Live and Let Die
- Roxanne Shanté — The Bitch is Back (uitgebracht op Livin' Large)
- Nubian M.O.B. - Nubian M.O.B.

1993
- Big Daddy Kane — Looks Like a Job For…
- Biz Markie — All Samples Cleared!
- TBTBT — Too Bad to Be True
- YZ — The Ghetto’s Been Good to Me (uitgebracht op Livin' Large)
- T.C.F. Crew — Come & Play with Me

1994
- Grand Daddy I.U. — Lead Pipe
- King Sun — Strictly Ghetto (uitgebracht op Livin' Large)

1995
- Kool G Rap — 4,5,6